# 玉蔵大橋
玉蔵大橋（ぎょくぞうおおはし）は、岐阜県中津川市の木曽川に架かる岐阜県道6号中津川田立線の橋である。現在は玉蔵橋ともいい、通称はこちらになる。
城山大橋（中津川有料道路）が無料開放され国道指定されるまでは、この橋が国道257号であった。

## 概要
- 供用 ：1966年（昭和41年）1月19日
- 延長： 265.0 m
- 幅員： 8.0 m （道路5.4 m 歩道2.5 m）
- 区間： 岐阜県中津川市中津川 - 中津川市瀬戸

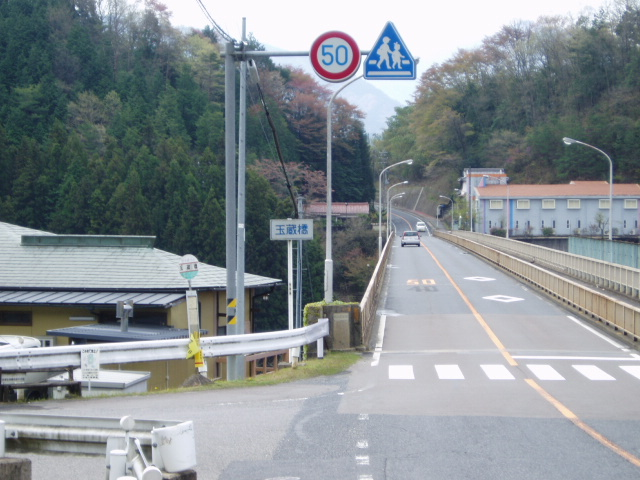
玉蔵大橋（2011年4月撮影）

## 沿革
1905年（明治38年）、現在地の約1 km上流付近に玉蔵橋が架橋された。全長82 m、幅4.5 mの木造吊り橋であった。その後、材質を鉄に変更して架け直された。玉蔵橋は1連の吊り橋であったが、途中に橋脚がある構造をしていた。これは、初代以来、何回か橋脚をそのまま利用し、架け直しが行われたためである。
現在の橋は1966年（昭和41年）に完成である。かつての玉蔵橋は取り壊されたが、橋脚は現存する。

## その他
城山大橋と玉蔵大橋の間には、北恵那鉄道北恵那鉄道線の鉄橋が、ほぼ当時のままで残っている。この北恵那鉄道の橋梁の名称も「玉蔵橋」といわれていたという。
北恵那鉄道の橋のさらに下流に中央新幹線第二木曽川橋梁が建設予定である。この2つの橋はいずれも当橋から視認できる。